# Tramery

Tramery este o comună în departamentul Marne, Franța. În 2009 avea o populație de 148 de locuitori.